# Cierre (El Ala Oeste)
Cierre es el octavo capítulo de la quinta temporada de la serie dramática El Ala Oeste.

## Argumento
La delegación republicana ha cambiado el trato inicial de reducir los gastos en un 1%. Pretenden modificarlo por un 3% reduciendo además los impuestos. El Presidente se niega, finalizando la reunión en el salón  Roosevelt y declarando el cierre del gobierno. Literalmente, el país se queda sin funcionarios estatales, únicamente dejando activas las fuerzas armadas.
Tras varios días, y ante la creciente desesperación, Leo decide llamar a refuerzos. Contará con la inestimable ayuda de la primera dama, Abigail Bartlet, quien, a pesar de no querer ver a su marido, se sacrificará por su país, hablando con él e incluso cocinando ella misma para una cena de estado. C.J. debe atender a la prensa en el jardín de la Casa Blanca tras el cierre de la Sala de Prensa y Donna sigue trabajando, pero fuera de la sede del Gobierno.
Es entonces cuando el Presidente decide llamar a Josh, su asesor más contundente, para arreglar la solución. En primer lugar se dirige al Capitolio. A mitad de camino, para la comitiva presidencial para saludar a unos turistas, haciendo el resto del camino a pie (más de un kilómetro) y sintiendo el apoyo de muchos ciudadanos. El gabinete republicano le hace esperar y termina marchándose tras 7 minutos de espera, en una hábil maniobra de Josh, que los presenta como políticos sin voluntad de acuerdo.
Presionado, el portavoz republicano, Jeff Haffley (interpretado por Steven Culp) se irá a la Casa Blanca donde se reúne a solas con el Presidente Bartlet. En el Despacho Oval, tras más de una hora, llegarán a un acuerdo para reducir el gasto en un 1%, mantener las ayudas universitarias y el gasto en salud y bajar los impuestos. Un acuerdo que permitirá crear un nuevo presupuesto, en vez de prolongar el anterior.

## Enlaces
- Enlace al Imdb. (enlace roto disponible en Internet Archive; véase el historial, la primera versión y la última).
- Guía del Episodio (en inglés).